# سرطان كماني إيراني
سرطان كماني إيراني (الاسم العلمي: Uca iranica) هو نوع من الحيوانات يتبع جنس السرطان الكماني من فصيلة السرطانات الشبحية.